# Шаяхметов, Рустам Асхатович
Рустам Асхатович Шаяхметов (17.07.1975, пос. Шакша, Уфимский район БАССР) — российский спортсмен (шашки, шашечная композиция), литературовед, мифолог и фольклорист, спортивный журналист. Международный мастер по шашечной композиции. Бронзовый призёр открытого чемпионата Литвы по решению шашечных композиций (2008). Представитель России в комитете по композиции Всемирной Федерации шашек. Член Союза журналистов России и Республики Башкортостан (2017).
Научные интересы: башкирская и славянская мифологии, башкирская литература, творчество А.С. Пушкина, Н.В. Гоголя, словообразование, ономастика.

## Спортивная карьера
Первый тренер – Владимир Алексеевич Русинов, второй – Юрий Владимирович Черток.
Участник двух чемпионатов мира по шашечной композиции, судья трёх чемпионатов мира по шашечной композиции.